# Pseudosinella mauli
Pseudosinella mauli is een springstaartensoort uit de familie van de Entomobryidae. De wetenschappelijke naam van de soort is voor het eerst geldig gepubliceerd in 1972 door Stomp.